# 2006 en architecture
| Années de l'architecture : 2003 - 2004 - 2005 - 2006 - 2007 - 2008 - 2009    |
| Décennies de l'architecture : 1970 - 1980 - 1990 - 2000 - 2010 - 2020 - 2030 |

Cet article présente les faits marquants de l'année 2006 en architecture.

## Réalisations
- 28 mars : inauguration des Champs libres à Rennes par Christian de Portzamparc.
- 26 mai : inauguration de la Gare centrale de Berlin (Berlin Hauptbahnhof), construite d'après les plans de l'architecte Meinhard von Gerkan.

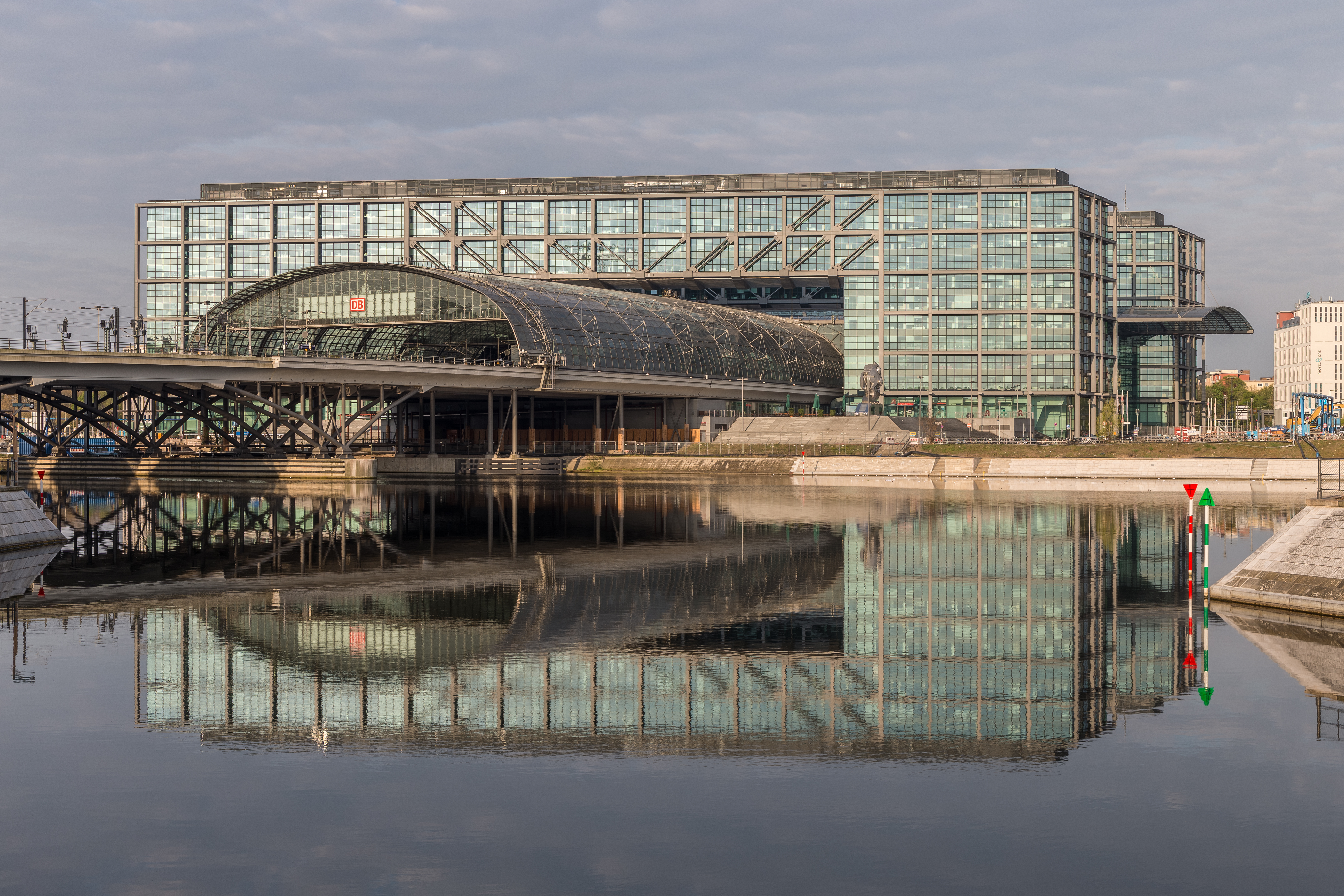
La Gare centrale de Berlin en 2015.

- 1er juin : inauguration de la cité internationale de Lyon conçue par Renzo Piano.
- 20 juin : inauguration à Paris du musée du quai Branly, conçu par Jean Nouvel.
- octobre : inauguration du centre chorégraphique national d’Aix-en-Provence de Rudy Ricciotti (dit le Pavillon Noir).
- 26 novembre : l'église Saint-Pierre de Firminy est achevée, 41 ans après la mort de Le Corbusier.
- 15 décembre : inauguration à Brasilia d'un musée en forme de coupole et d'une bibliothèque conçus par Oscar Niemeyer[1].

## Événements
- 9 janvier : le feu détruit l'église baptiste Pilgrim conçue par Louis Sullivan à Chicago en 1891.
- 8 juillet : signature du protocole d'accord, entre Thomas Krens, le directeur de la Fondation Solomon R. Guggenheim et le gouvernement des Émirats arabes unis, pour la réalisation du Musée Guggenheim Abou Dabi.
- Début des travaux de la Freedom Tower de Daniel Libeskind en remplacement du World Trade Center à New York.

## Récompenses
- Prix de l'Équerre d'argent : Franck Hammoutène pour l'extension de l'Hôtel de Ville de Marseille.
- Prix de la première œuvre : Rémi Pascal et Pierre Bouillon pour la réhabilitation d’une maison individuelle à Fleury-les-Aubrais.
- Grand prix national de l'architecture : Rudy Ricciotti.
- Grand Prix de l'urbanisme : Francis Cuillier.
- Prix Pritzker : Paulo Mendes da Rocha.
- Prix Stirling : Richard Rogers pour le terminal T4 de l'aéroport international de Madrid-Barajas.

## Décès
- 25 avril : Jane Jacobs (° 4 mai 1916), urbaniste américaine.
- 5 juillet : Hugh Stubbins Jr (° 11 janvier 1912), architecte américain.